# 스페어
"스페어"는 2008년에 개봉한 대한민국의 영화이다.

## 캐스팅
- 정우 : 길도 역
- 임준일 : 광태 역
- 김수현 : 명수 역
- 코가 미츠키 : 사토 역
- 양기원 : 종일 역
- 서지오 : 쌍둥이 형 역
- 강영묵 : 쌍둥이 동생 역
- 쿠보타 마사시 : 그림자 역
- 카와치 타미오 : 야나기사와 역
- 카시와바라 타카시 : 카고메 역
- 오자와 카즈요시 : 기무라 역
- 오자와 히토시 : 반지 역
- 곽진석 : 기무라 부하 1 역
- 정지순 : 경찰 역
- 심원철 : 강원도 고수 (목소리) 역
- 하성광 : 전라도 고수 (목소리) 역
- 조진웅 : 밀매업자 (목소리) 역
- 이소영 : 일식집 종업원 (목소리) 역
- 류성훈 : 택시기사 역 (특별출연)
- 유상섭 : 트럭운전사 역 (특별출연)
- 최해철 : 밀항선장 역 (특별출연)
- 김상구 : 일본 바텐더 역 (특별출연)